# Biskupská berla

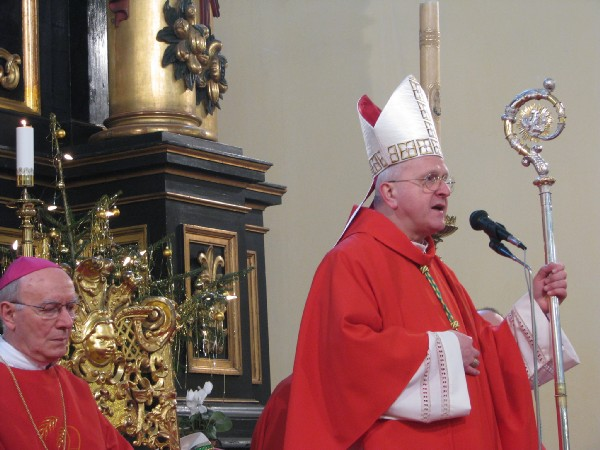
litoměřický biskup Jan Baxant s biskupskou berlou v ruce

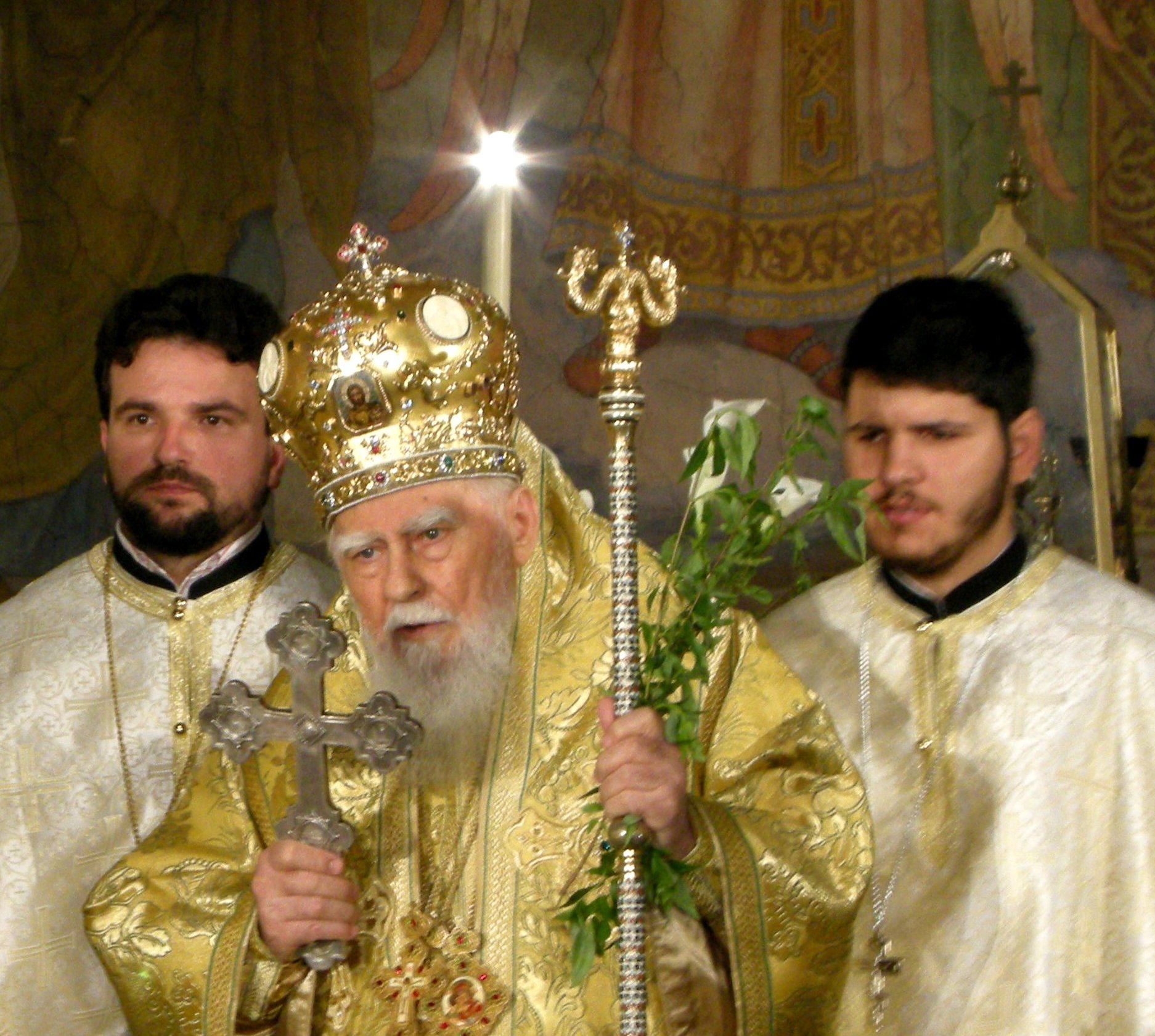
Bulharský pravoslavný patriarcha Maxim s biskupským žezlem v ruce

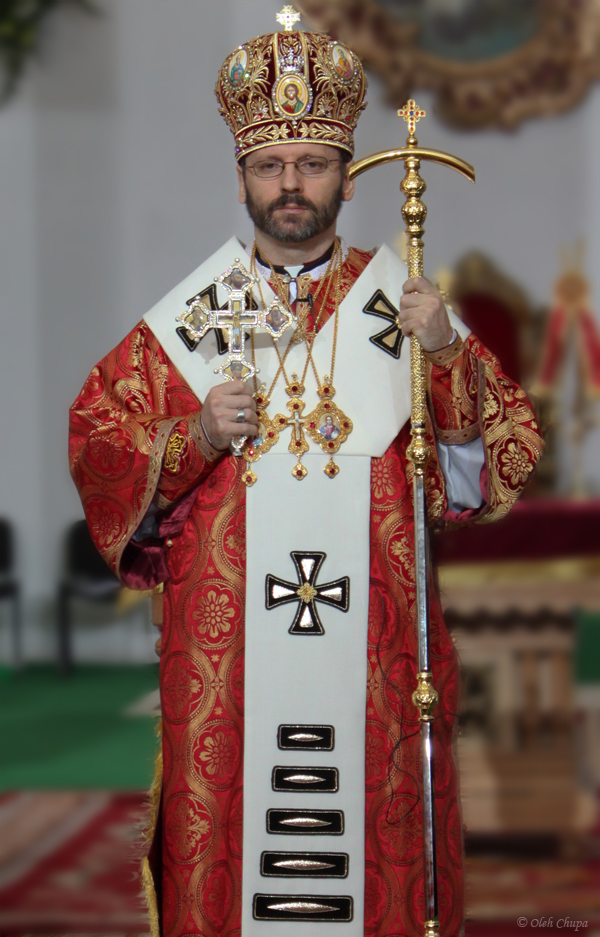
Vladyka Sviatoslav, hlava Ukrajinské katolické církve s biskupským žezlem staršího (jednoduššího) typu.

Biskupská berla nebo biskupské žezlo (lat. Baculus, virga pastoralis, v církevní slovanštině Пáстирскїй жéзлъ) je znakem Aronovy hole, znakem, že biskup je strážce stáda (věřících). Přísluší k biskupským insigniím a je znakem pastýřské moci biskupa. Biskup dostává berlu na znak pastýřské moci při biskupské svěcení a nosí ji při liturgických obřadech v levé ruce. Její používání je v církvi známé od 7. století.

## V západní církvi
V římskokatolické církvi je na konci zavinutá do spirály a vyjadřuje, že moc diecézního biskupa je omezena římským biskupem. To znamená, že diecézní biskup nemá až takovou moc jako papež, je mu podřízený. Opati ve svých klášterech jsou oprávněni nosit opatskou berlu.

## Ve východních církvích
Ve východních křesťanských církvích  (pravoslavné, řeckokatolické, starobylé východní církve) jsou na vrchním konci biskupského žezla dva hadi s hlavami směřujícími proti sobě, jde o symboly moudrosti a rozvážnosti, kterými má být biskup vyzbrojen při správě eparchie. Starší forma biskupského žezla je jednodušší, vrch je zakončen mírně zaoblenou krátkou příčnou holí. Na vrchu žezla je vždy kříž. Igumen nebo archimandrita monastýru má právo nosit mnišské žezlo.